# Hisatoshi Nishido
Hisatoshi Nishido (japanisch 西堂 久俊 Nishido Hisatoshi; * 27. März 2001 in der Präfektur Chiba) ist ein japanischer Fußballspieler.

## Karriere
Hisatoshi Nishido erlernte das Fußballspielen in der Jugendmannschaft des Mitsui Chiba SC, in der Schulmannschaft der Funabashi Municipal High School, sowie in der Universitätsmannschaft der Waseda-Universität. Von September 2021 bis Saisonende 2022 wurde er an den Erstligisten FC Tokyo ausgeliehen. Während der Ausleihe kam er nicht zum Einsatz. Nach der Ausleihe wurde er im Februar 2023 fest vom FC Tokyo unter Vertrag genommen. Am 1. August 2023 wechselte er auf Leihbasis zum Zweitligisten JEF United Ichihara Chiba. Sein Zweitligadebüt gab Hisatoshi Nishido am 22. Oktober 2023 (39. Spieltag) im Auswärtsspiel gegen Tokyo Verdy. Bei der 3:2-Niederlage wurde er in der 67. Minute für den Brasilianer Dudu eingewechselt. Für JEF United bestritt er vier Ligaspiele. Im Februar 2024 wechselte er auf Leihbasis zum Zweitligisten Kagoshima United FC. Hier bestritt er zehn Ligaspiele. Die zweite Jahreshälfte 2025 spielte er auf Leihbasis beim J3-League-Drittligisten FC Gifu. Hier stand er dreimal in der Liga auf dem Spielfeld. Nach der Ausleihe kehrte er im Januar 2025 zum FC Tokyo zurück.